# Chris Brunt
Christopher Colin Brunt (født 14. december 1984) er en nordirsk tidligere professionel fodboldspiller, som spillede som midtbanespiller. Han er bedst kendt for sin tid hos West Bromwich Albion, hvor han spillede i 13 år.

## Klubkarriere

### Middlesbrough
Brunt begyndte sin karriere hos Middlesbrough, dog det aldrig lykkedes ham at slå igennem på førsteholdet.

### Sheffield Wednesday
Brunt skiftede i marts 2004 til Sheffield Wednesday på leje. Skiftet blev gjort permanent i april af samme år. Han etablerede sig med det samme som fast mand efter skiftet, og over de næste tre år spillede ham mere end 100 kampe for klubben.

### West Bromwich Albion
Brunt skiftede i august 2007 til West Bromwich Albion. Han spillede i 2007-08 sæsonen en vigtig rolle i, at klubben rykkede op i Premier League. Deres debutsæson i Premier League var dog en skuffelse, da de sluttede på sidstepladsen, og rykkede ned. Trods det, så blev Brunt kåret som klubbens bedste spiller i sæsonen.
I februar 2011 blev Brunt klubbens nye anfører. Han forblev i denne rolle frem til februar 2015, hvor at det blev givet til Darren Fletcher. Han spillede den 14. januar 2017 sin kamp nummer 300 for klubben, som dog endte i skuffelse med et 4-0 nederlag til Tottenham Hotspur.
Efter 13 år med klubben, forlod Brunt Albion ved udgangen af 2019-20 sæsonen.

### Bristol City
Brunt skiftede i september 2020 til Bristol City. Han spillede kun en halv sæson i klubben, før at de blev enige om at ophæve hans kontrakt, efter han led en længervarig skade. I maj 2021 annoncerede Brunt, at han stoppede spillerkarrieren.

## Landsholdskarriere

### Ungdomslandshold
Brunt har repræsenteret Nordirland på flere ungdomsniveauer.

### Seniorlandshold
Brunt debuterede for Nordirlands landshold den 18. august 2004. Han spillede over de næste 14 år, 65 landskampe og scorede 3 mål, før han i august 2018 gik på pension fra landsholdet.

## Titler
West Bromwich Albion
- Football League Championship: 1 (2007-08)

Individuelle
- West Bromwich Albion Årets spiller: 1 (2008-09)